# 道の駅うなづき

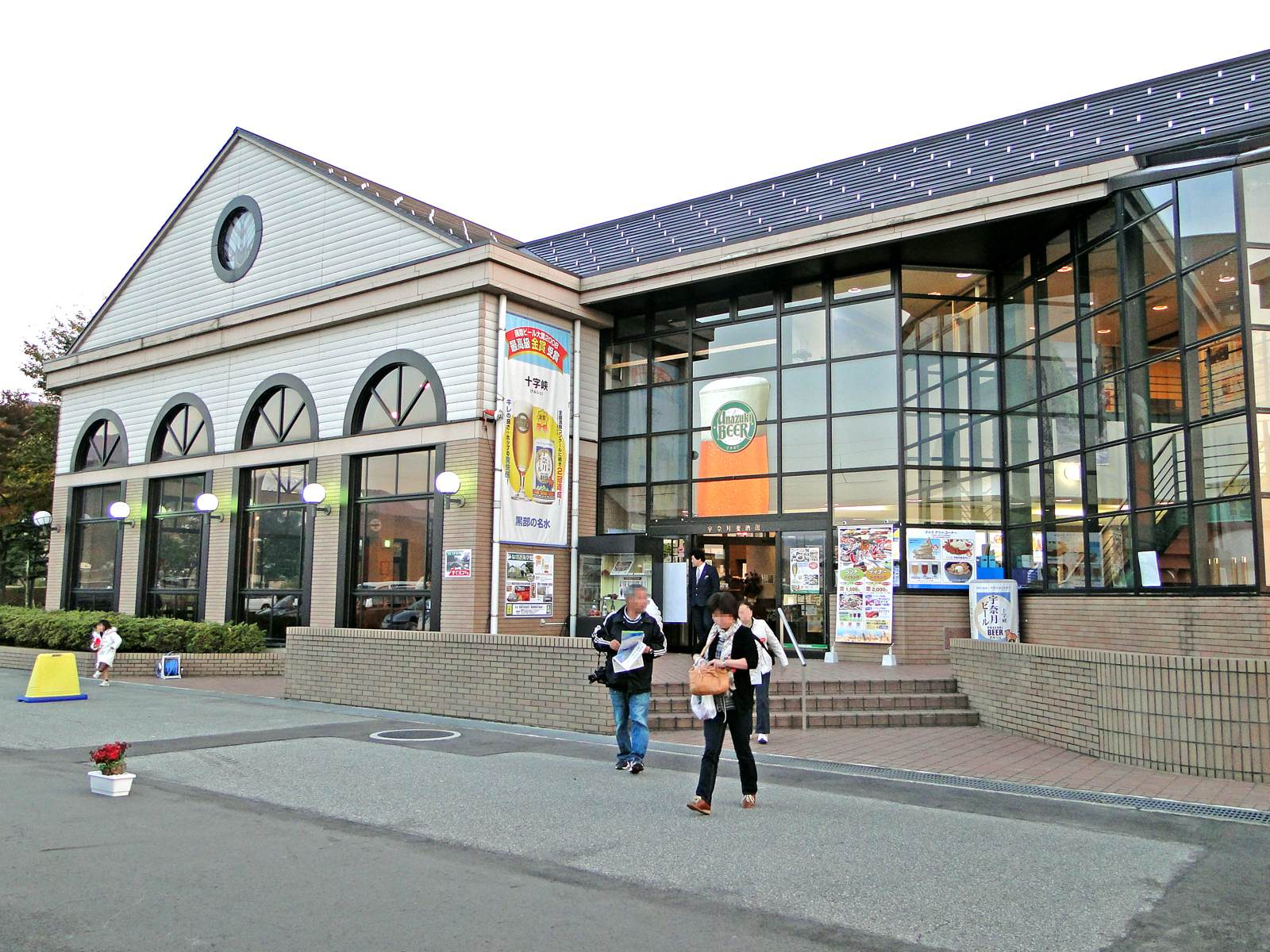
宇奈月麦酒館

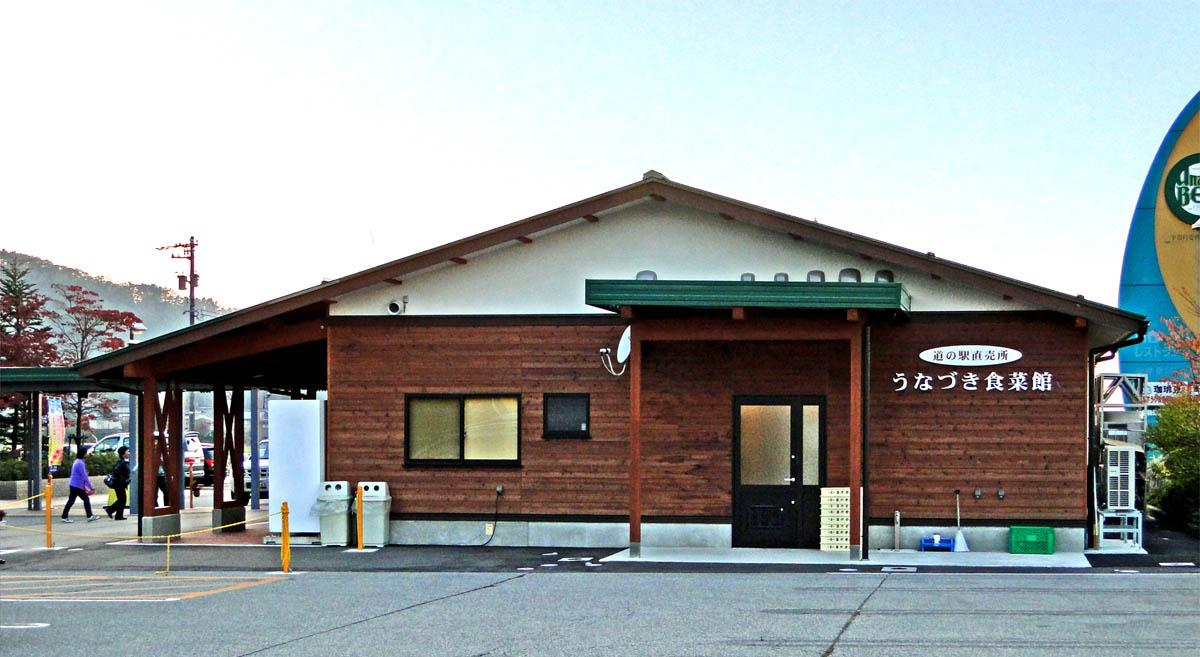
うなづき食菜館

道の駅うなづき（みちのえき うなづき）は、富山県黒部市宇奈月町下立（おりたて）にある富山県道14号黒部宇奈月線の道の駅である。

## 概要
宇奈月ビール株式会社が運営するレストランなどを含む宇奈月麦酒館（うなづきビールかん、地ビールの製造）、うなづき食菜館（うなづきしょくさいかん）、隣接して黒部市立図書館 宇奈月館および歴史民俗資料館であるうなづき友学館がある。「宇奈月麦酒館」の名称は、開駅前の1996年（平成8年）8月に制定された。

## 施設
冬季は12月から3月までの期間を表す。営業時間は変動がある
- 駐車場
  - 普通車：75台[8]
  - 大型車：3台[8]
  - 身障者用：6台[8]
- トイレ
  - 男性：大 9器、小 16器
  - 女性：16器
  - 身障者用：2器
- 宇奈月麦酒館[4]（建物は1996年11月完成[9]）
  - レストラン[4]（11:00 - 18:00、冬季の平日：11:00 - 15:30・冬季の土日祝日：11:00 - 17:00）[8]
- うなづき食菜館（9:00 - 18:00、冬季の平日：9:00 - 15:30・冬季の土日祝日：9:00 - 17:00）[8]

## 休館日
- うなづき食菜館：年中無休[8]
- 宇奈月麦酒館（レストラン）：毎週水曜日（通年）[8]、毎週火曜日（冬季のみ）[8]、年末年始[8]

## うなづき友学館

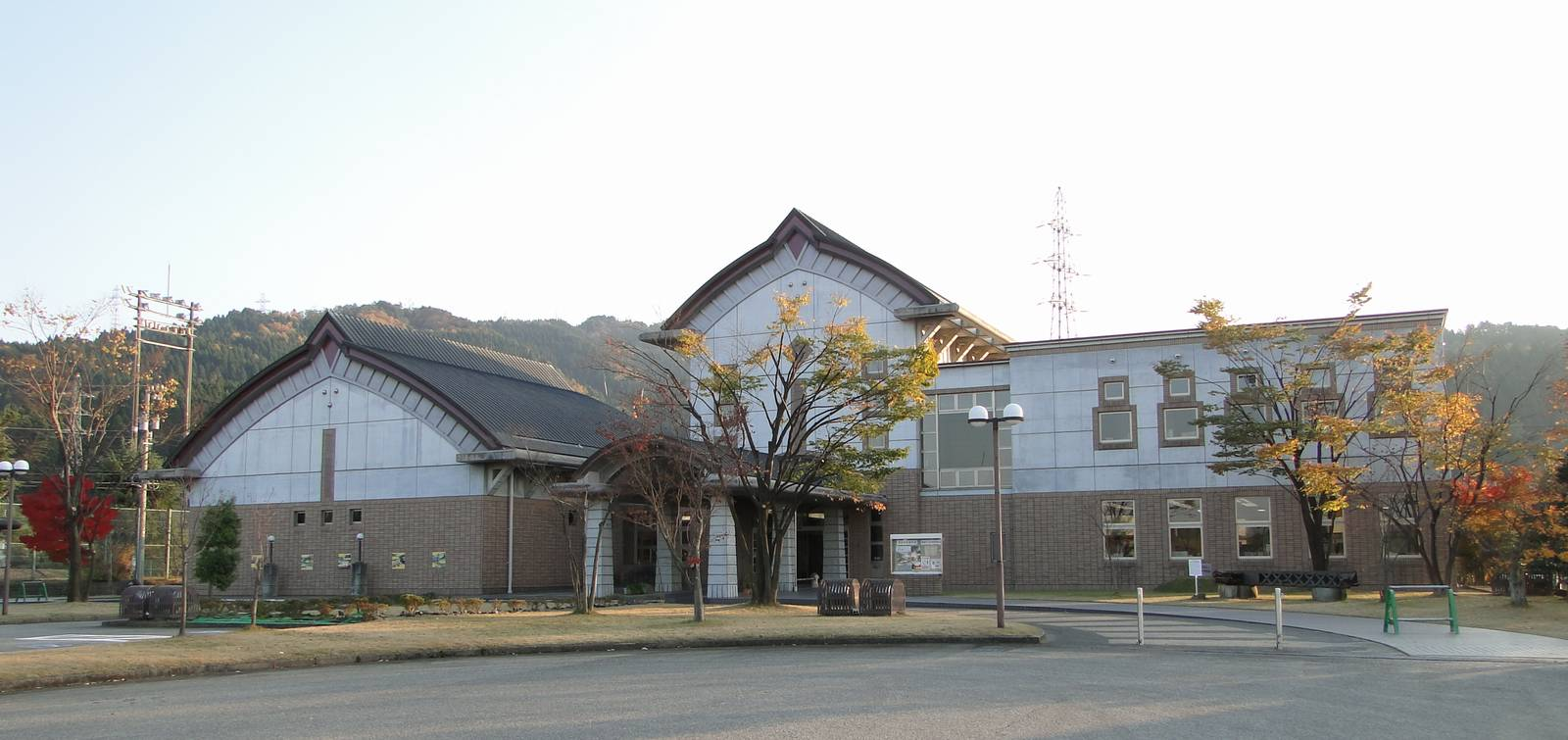
「うなづき友学館」変形屋根が資料館、平屋根が図書館

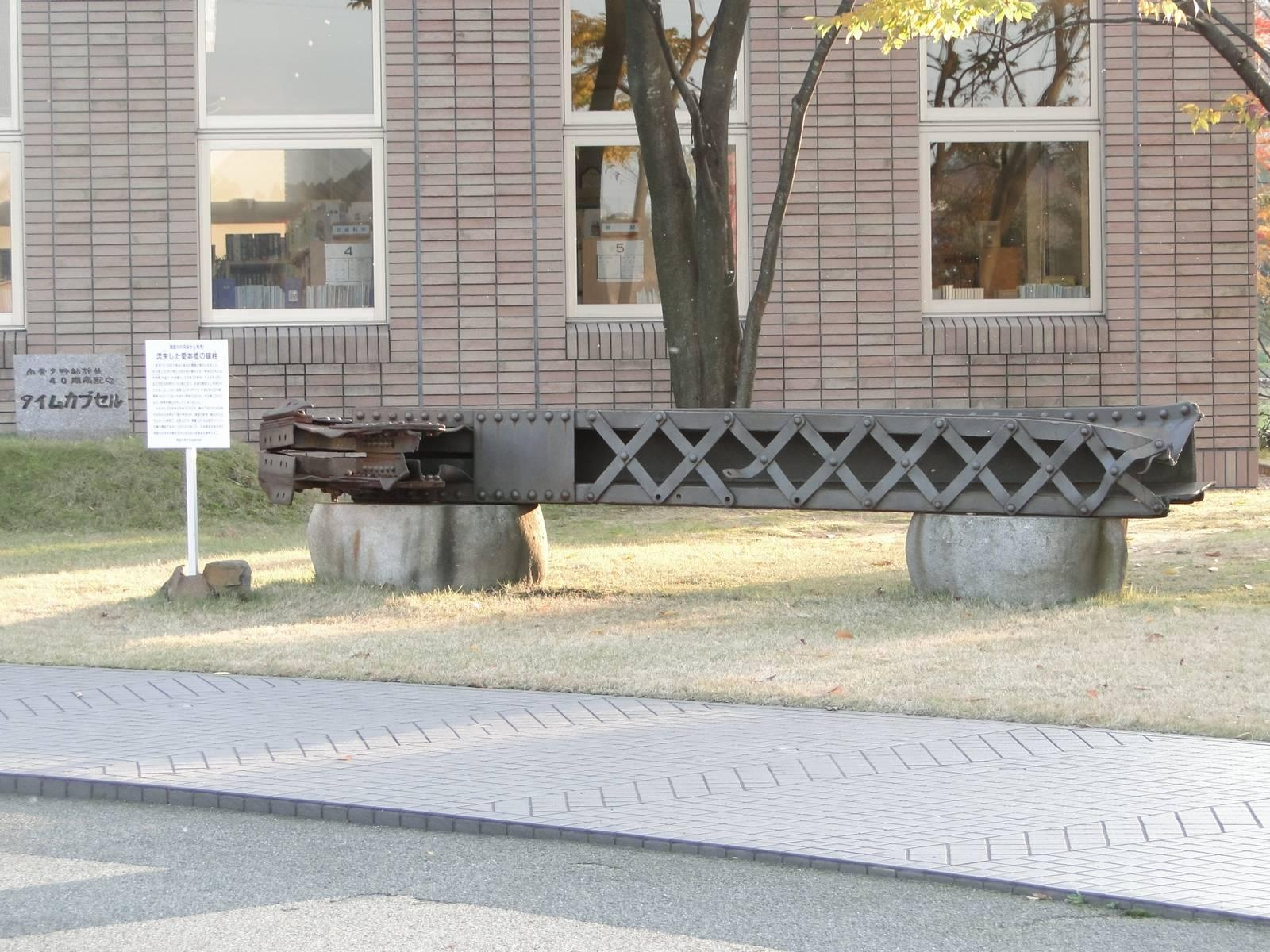
洪水で破壊された前愛本橋の鉄材

麦酒館に隣接する「うなづき友学館」は「黒部市歴史民俗資料館」と「黒部市立図書館宇奈月館」が併設された公立施設である。1991年（平成3年）12月6日に着工し、1993年（平成5年）3月10日に完成、同年4月にオープンした。
前庭には、1969年（昭和44年）の豪雨で流失し後に発見された愛本橋（鉄製）のねじれた大きな鉄骨が展示されている。歴史民俗資料館内部には、日本三奇橋のひとつといわれていた愛本橋（刎橋時代）の一部を復元した、巨大（1/2縮尺）な模型が展示されている。また、地元下立地区（下立愛本）の祭礼と関連して、ゴッホが花魁を描いた作品のレプリカ、宇奈月温泉、黒部峡谷、黒部峡谷鉄道などに関する絵図や古文書、写真等の展示が行われている。
歴史民俗資料館は要入場料。図書館は無料である。もともとは宇奈月町の図書館であったので「黒部峡谷誌料」（復刻 新興出版社平成2年）といった黒部峡谷や立山関連の基礎資料の閲覧が可能である。
東側に黒部市立宇奈月中学校が隣接する。
- 利用時間：9時 - 18時

### 友学館の休館日
- 月曜日（祝日などの場合は翌日）
- 祝日の翌日（祝日を除く）
- 毎月最終木曜日（祝日を除く）
- 年末年始

## アクセス
- 富山県道14号黒部宇奈月線 - 登録路線
- 北陸自動車道黒部ICより約8分。
- 富山地方鉄道本線下立駅より徒歩約8分。

## 周辺
- 愛本橋